# Gladiolus luteus
Gladiolus luteus är en irisväxtart som beskrevs av Jean-Baptiste de Lamarck. Gladiolus luteus ingår i släktet sabelliljor, och familjen irisväxter. Inga underarter finns listade i Catalogue of Life.